# リア・ロバーツの失踪
リア・ロバーツの失踪（リア・ロバーツのしっそう）は、2000年にアメリカ合衆国・ワシントン州で起きた失踪事件。失踪した女性は現在も行方不明のままである。
2000年3月18日、アメリカ合衆国ワシントン州ワットカム郡を通る、マウントベイカー・ハイウェイ沿いの道路をジョギングしていた男性が、ヌークサック川の支流であるキャニオン・クリークの土手の下で、車が故障しているという通報を行った。保安官代理が現場に行くと、その車は1993年製の白いジープ・チェロキーでノースカロライナ州のナンバープレートをつけていた。さらに調べると、この車の持ち主がリア・ロバーツ（Leah Roberts、1976年7月23日生）という女性であることがわかった。彼女は9日前に突然ノースカロライナ州ダーラムの家から姿を消していた。ある男性の通報によれば、車が発見された直後に、ワシントン州エバレットのガソリンスタンドで、道に迷った様子でロバーツが歩いているところをこの男性の妻が目撃していた。
ロバーツの両親は彼女が失踪する何年も前に亡くなっており、彼女自身も自動車事故で大怪我を負いながら一命をとりとめたという過去があった。友人や家族たちは、ロバーツはこのことがきっかけで精神的なテーマを考えて物思いに沈んだり、人生の目的を問うようになったと語っている。彼女はノースカロライナ州立大学を後数か月で卒業するというところで退学してしまい、地元の喫茶店にいりびたり、日記に詩を書いたりして過ごすようになった。自宅に残っていたノートを読むと、彼女がジャック・ケルアックの小説、特に『ザ・ダルマ・バムズ』に影響を受けていた事がうかがい知れた。この山岳小説には、彼女の車が見つかった場所にほど近いデソレーション・ピークという山に主人公が滞在する場面がある。彼女は自分が出かけている間の生活費をハウスメイトに預けていたので、1か月ぐらいで帰ってくるつもりだったという可能性もある。
車内を捜索した捜査員が発見したのは、一見して彼女の行動と矛盾するかのような証拠であった。この証拠にもとづけば、車が発見された日の5日前である3月13日には彼女はもうベリンハムにいたとしか考えられなかった。また捜査の初期段階から車が事故を起こした瞬間に中には誰もいなかったのではないかと言われていた。つまりこの事故が作為的なものだという説は、数年後にこの車のセルモーターを調べて改造の痕跡が見つかったことで、裏付けられた。車には窓をふさぐようにブランケットがかけられていたため、事故を起こした後に車がシェルター代わりに使われていた可能性もある。ロバーツの私物は現場のまわりに散乱していたが、現金や宝石類も含めて盗まれた様子はなかった。
彼女の失踪はテレビドキュメンタリーの『アンソルヴド・ミステリーズ』と『ディサピアド』で取り上げられてが、番組の放映以降も手がかりはほとんど集まらなかった。2005年の夏には、ノースカロライナ州で結成された行方不明者捜索団体のボランティアたちがキャラバンをつくり、リアをはじめとした行方不明者の事例を全米に周知するために活動を開始した。これ以降、このキャラバンは毎年恒例になった。

## 背景
リア・トビー・ロバーツは1976年にノースカロライナ州ダーラムに生まれた。3人兄妹の末の子だった。リアが17歳の時に彼女の父親は慢性の肺疾患にかかっている。父が病に倒れたことで家族にはかなりの負担がかかった中、彼女は1995年にローリー近郊にキャンパスのあったノースカロライナ州立大学に進学した。リアが20歳になり大学2年の時に、母親が心疾患で急死した。
1998年の秋、彼女はしばらく休んでいた大学に復帰している。というのも、彼女は自動車事故に遭い、肺に穴をあけ大腿骨を粉砕骨折するほどの大怪我をして、入院生活を余儀なくされていたからだった。治療のため彼女の脚には鉄の棒がいれられた。リア・ロバーツはこの事故の瞬間の記憶を姉のカラに語ったことがある。目の前に飛び出てきたトラックに吹っ飛ばされ、間違いなく死ぬと思ったので、病院で意識を回復した時は「生き返った」ような感覚だったという。大学に戻るまではしばらく時間を必要とした。そして、彼女はこのときから自分の人生を精いっぱい生きたいと強く思うようになった。

1999年の春、コスタリカに出発する予定になっていた日のちょうど3週間前に、父親が亡くなった。しかしそれでもロバーツはフィールド研究をするための旅行に出かけた。外国に出かける上に親を2人ともなくしていたので、リアは親から相続した遺産を預金している銀行口座の委任状を姉のカラに託している。
しかし、スペイン語と文化人類学の学位があと少しで取れるというところで、突然ロバーツは大学を辞めてしまった。カラも兄のヒースもあと6ヵ月だけ「我慢する」ように説得したが、彼女は首を縦にふらなかった。大学の授業に出るかわりに、彼女はギターと写真という趣味をみつけ、ビーという名前の子猫を飼い始めた。地元の喫茶店にいりびたるようになり、日記のあちこちに人生の意味についての詩を書きつけた。生活が変化したことで、新しい友人も増えた。そのうちの1人であるジーニー・クイラーと、ルームメイトのニコール・ベネットとは、ビート・ジェネレーションの作家ジャック・ケルアックにならって、西部にロードトリップに行くというアイデアについて話し合った。

## 失踪
2000年3月9日の朝、リアはカラとの電話のなかで将来の人生計画について話した。約束こそしなかったものの、カラはこの電話を切る頃には、近いうちに何かの機会で顔を合わせるだろうという感覚を妹と共有したつもりになっていた。その日の午後一番に、リアとニコールは明日一緒にするベビーシッターのアルバイトの話をしている。ルームメイトでもあるニコールは仕事に出かけたが、しばらくして帰ってきたときには、リアの白いジープ・チェロキーもなければ、リア本人もいないことに気が付いた。リアは学校をやめて以降、家への出入りのタイミングが読めなくなっていたので、ニコールはこの時たいして気にしなかった。ましてリアは当面の間は遺産をあてにして生活するつもりであり、職を探す必要もなかったからなおさらだった。
だがリアは次の日に約束していたベビーシッターの仕事にも現れず、夜になっても家に帰ってこなかった。翌日の3月11日が日付も変わろうという時間になっても、リアはまだ姿を見せないどころか、友人や家族が彼女に会おうとして家に電話をかけてもつながらない状態が続いていた。3月13日の月曜に、カラはダーラムの警察に妹を行方不明者として届け出た。

## 捜査
3月14日、カラとルームメイトのニコールがリアの部屋の中を確認すると、彼女の服がずいぶん減っていることに気づいた。彼女は家を長期に不在にするつもりだったのだろうか、と2人は思った。猫のビーも一緒に連れて行ったようで姿がなかった。彼女は1冊のノートを部屋に残していた。ページをめくるとケルアックについて書かれた文章にまぎれて、「私は自殺する人間じゃない。その反対」という言葉があり、姉も友人たちもその時は胸をなでおろしたのだった。ノートのそばには、現金もまとめられていた。金額にしてだいたい1か月の家賃と生活費の折半分と同じぐらいで、彼女がいつかは戻ってくるつもりであることを示唆していた。このノートには、ニヤニヤ笑いをするチェシャ猫の絵も落書きされていた。
カラの手元にはリアの銀行口座の委任状があったので、それを使って妹の入出金の記録を確認すると、3月9日の午後に数千ドルが引き出されていることがわかった。さらにテネシー州メンフィス近辺のモーテルの宿泊費の支払いに彼女のデビットカードが使われていた。最近の引き落としはガソリン代と食料品で、取引の場所から推測すると、リアは州間高速道路40号線を西に移動し、40号線の西端のカリフォルニア州からは5号線で北に向かっているようだった。
オレゴン州ブルックスで日付が3月13日に変わった直後にガソリンを購入したところで、リアの帳簿の記録は終わっていた。カラ、なぜ彼女が太平洋岸北西部に向かっていたのかを知るために、リアが親友のスージー・スミスとよく通っていたダーラムの喫茶店を訪ねた。この店では、彼女がよくケルアックの小説の話をしていた、ジーニー・クイラーと会うことができた。2人が特にはまったのが一番有名な『オン・ザ・ロード』の続編である1958年の『ザ・ダルマ・バムズ』だった。この小説には、ケルアックが森林管理局で山火事監視員をした時の経験が書かれている。ワシントン州のカスケード山脈の北側にあるデソレーション・ピークからの眺めの美しさは、彼を深く感動させたと言われている。リアは自分の目でその景色を見てみたいと語っていた。
ケラは、妹が目的らしきものを持って行動していたことを知ってひとまず安心した。リアの通帳からは最新の行動を知ることこそできなかったが、それでも何か不幸なことが起こったのだと考える理由はなかった。

### 車の発見
カラは3月18日に妹から電話がかかってくるのではないかと思い、期待して待っていた。この日はカラの26歳の誕生日だったのである。しかしこの日にカラが受け取ったのは、妹からの電話ではなくダーラム郡保安局からの1通の郵便だった。それを読むと、妹がワシントン州ベリンハムのワットカム郡保安局から呼び出しを受けていることがわかった。そしてカラはこの日の朝から、リアのジープが遠くにある町の森の中で見つかったこと、そしてリア本人はそこにいなかったことを知った。
カナダとの国境が近い、ワシントン州のマウント・ベイカー＝スコルノミー国立森林公園の周辺に点在する民家や宿舎に通じる、マウントベイカー・ハイウェイの沿道の1つであるキャニオン・クリーク沿いのコースを早朝にジョギングしていたカップルが、河川敷の盛土の上を通って緩くカーブになっている道の端に誰かの服がちばっていることに気がついた。は道路沿いの木やその枝に、何枚かの服が張り付いていた。足もとの森をのぞき込むと、傾斜のきつい盛り土の一番下に、大破したジープが見えた。
が木の間を抜走りけていった経路と、その過程で両車と木の方に残った破損と傷の程度から、ワシントン州警察の捜査員は、車が道を外れて斜面を降りて行ったときは40マイル毎時 (64 km/h)近いスピードだったと結論づけた。車は何度も転げ回ったおり、車内に積んであったものも中であちこち跳ねまわったはずだが、乗っていた人間が血を流したり怪我をした形跡はなかった。運転手や同乗者がいれば、ガラスにヒビが入ったりシートベルトがピンと張った痕跡があってもおかしくなかった。車がぶつかった瞬間にジープの中には誰もいなかった可能性もあり、その場合この事故は誰かの演出だったり計画だったということも考えられた。
窓の内側にはブランケットやまくらがかけられていたので、事故の後でこの車がシェルターのように使われていたのかもしれない。リアのパスポート、小切手帳、免許証、服、ギター、ＣＤなどの身の回り品は周囲の森に散乱した状態で見つかった。キャットフードが少しと小さな猫用ケージが車の中にあり、リアがビーを連れて行っていたことは確実だったが、肝心の猫は周りにいなかった。ズボンのポケットにあった現金2,500ドルや宝石などの貴重品もそのままになっていて、この事故が強盗を目的にしたものではないことは明らかっだ。
カラとヒースは捜査に協力するためにベリンハムに飛んだ。事故現場にも行き、現地の保安局の指導のもとで近隣に配布するチラシを作っている。リアが来た可能性のある事業所を訪ねて、責任者や客から聞き取りも行った。リアの所持品の中には、旅の思い出の品を入れた箱があった。その中身をみていくと、リアがワットカム郡にいた時の行動についての新たな手がかりがあることがわかった。それはベリンハムのショッピングモール「べリス・フェア」の映画館で上映された『アメリカン・ビューティー』の日付が3月13日午後になっているチケットの半券で、おそらく彼女はオレゴン州で給油した地点から5-6時間かけてこの日の朝に街に到着し、ここで数時間を過ごしたのだ。
映画館の近くにはモール内に1つしかない座席のあるレストランがあり、カラとヒースはリアが食事をとるためにここに立ち寄ったはずだと考えた。警察は当時の男性客2人から話を聞くことができた。彼らはリアのことを覚えていただけでなく、この日レストランのカウンター前でリアを挟むような形で席について、ケルアックや彼女の計画について会話をしていた。男性のうちの1人が、リアは3人目の男を連れていて、その男をバリーと呼んでいた、と証言した。警察が似顔絵をつくるため顔つきなどについて説明したが、もう1人の男性やその日この店にいた他の客に聞いてもこの第三の男の存在は裏付けがとれなかった。
警察の車庫にリアのジープが運び込まれ、調査が行われた。リアの失踪事件は州をまたいでいたので、FBIもこの捜査に加わっていた。その結果、現場から見つかった2つの証拠を中心にして、リアが犯罪に巻き込まれたのではないかという説が浮上した。まず彼女のポケットにはいっていた現金で、その金額から考えてリアはベリンハムではほとんどお金を使っていなかった。つまりこの町に何日も滞在していればもっと少なくなっていたはずである。次に、車のフロアマットの下からリアの母のエンゲージリングがみつかっていた。リアはその指輪をいつもつけていて、地元の友人によれば、亡くなった母親とつながっていられるからという理由で非常に大切にしており、自分から外すことはなかったという。さもなければ、彼女は自分が誰なのか完璧に忘れてしまったということだった。
カラとヒースは4日後にノースカロライナに帰っていった。リアが事故で怪我をして周辺をさまよっていることも考えて、警察は4月に2週間かけて警察犬とヘリコプターによる捜索を行い、彼女がすでに現場を離れているとしてもジープが見つかった場所から行けるであろう範囲をあたった。しかし彼女の足跡すらたどれなかった。ガソリンスタンドにあった監視カメラの映像も確認したが、彼女はオレゴン州に来た時は一人で体調もよさそうだった。しかし支払いが完了するまで、彼女は（カメラの撮影範囲外である）駐車場のほうを何度かじっと見ている場面があった。見ていた先には旅の道連れがいた可能性はあるし、それがショッピングモールで食事をして一緒に店を出た「バリー」という男なのかもしれないが、そうだとしてもその男が一緒に彼女の車で旅行したというのはいかにも考えにくいことではあった。

### 捜査の進展
ジープが発見されてから数日後に、ある男が保安局にリアを目撃したという通報を行っている。彼ではなくその妻だというのだが、どこへ行くともなく混乱した様子でシアトルのそばのエバレットのガソリンスタンドの周辺をさまよっているとこを見たという。男性はパニック状態のようで、自分の身元を明かす前に電話を切ってしまったが、それでも警察はこの情報が信用に足る、リアの最期の目撃情報だと考えた。
2011年にテレビドキュメンタリーの『アンソルヴド・ミステリーズ』がリアの失踪を取り上げ、女性向け有料チャンネルのライフタイムで放映された。その後、警察には全米各地から彼女の目撃情報が寄せられたが、確かなものはなかった。
ノースカロライナに戻ったカラは、ワイオミング州のモニカ・ケイソンと連絡をとった。彼女は、警察が未解決を認めた事件の行方不明者を探す家族を支援している女性だった。ケイソンが得意としていたのは、警察があらゆる手がかりを絶たれてからも、コミュニティ・ユナイテッド・エフォートというボランティアのネットワークを通じて、事件を風化させずメディアに登場させる続けることだった。リアが失踪してから4年目の2005年に、ケイソンはリアが自宅からベリンハムまで向かうルートをたどる全米横断的なキャラバンを結成した。これはもちろん彼女のことが念頭にはあったのだが、彼女以外の未解決の行方不明事件全般に関心を持ってもらうという目的があった。このキャラバンは、これ以降は毎年恒例になった。カラは2005年にケイソンとともにCNNのラリー・キング・ライブにも出演した。「あの子なしでこの5年間どうやってやってこれたのか私にもわからない」と彼女はＭＣに語った。「私たちは、つまりただ、できる限り皆さんにあの子の顔が浮かぶ状態でいてもらおうとしているだけなんです」。
初回の捜査としては一定の結論が出たが、カラは何年後にさらなる証拠が出てきたときのためにリアの車を保管しておくようワットカム郡保安局に要請している。この行動は2006年に実を結ぶことになった。もともともこの事件を捜査していた刑事のマーク・ジョセフが、書類を若手の2人に引き継いだ時に新しい展開が生まれた。そのうちの1人が、車が最初に警察の倉庫へ運び込まれた当時、車そのものや積載物について証拠品として十分な調査がされていないことに気づいたのである。2人は、まずその作業を確実に終わらせることにした。
それまでジープのボンネットの中を見た人間がいなかったので、そこを開けてみると、スターターリレーの電線が切断されていることがわかった。この工作をすると、誰かがアクセルを踏んでいなくても車を加速させることが可能になり、捜査の初期段階で疑われていた、車が道を外れていった瞬間に誰も乗っておらず、意図的に事故を起こしたという説が裏付けられた。フードの裏には指紋がついており、リアの服の生地からは男性のDNAも採取できた。
こうした事実から、彼女が「バリー」と呼んでいたという第三の男と一緒にモール内のレストランを出ていったと主張した（が単独でしか目撃証言がない）男性に捜査の矛先が向けられた。この男は整備士であり軍隊にいた経歴もあったため、疑惑はさらに強まった。すでに男性はカナダに引っ越していたので、彼から指紋やDNAサンプルを採取することは手続き的にも難しく、時間もかかった。その顛末は2011年のテレビ番組『インヴェスティゲイション・ディスカヴァリー』で放送されたが、指紋は結局一致せず、警察がなおもこのDNAサンプルに期待をかけるという段階にとどまった。彼らが収集した新たな証拠が事件の解決につながるという展開はいまだ希望がなくなったわけではないが、遺体を嗅ぎ分ける訓練をした犬やリアの足にはいっている鉄の棒を探すための金属探知機を投入して、周辺のエリアでは繰り返し捜索が行われたが、その後新しい事実はみつかっていない。